# 제5항공모함타격단
제5항공모함타격단(영어: Carrier Strike Group 5 (CSG 5, CARSTRKGRU 5))는 미국 해군 제7함대 소속 항공모함 타격단이다. 현재 제7함대 TF-70 전투부대의 역할을 맡고 있다.

## 역사

### 제2차 세계 대전
1944년 4월 25일, RADM 프랭크 와그너가 진주만에서 USS 와스프 (CV-7)와 USS 호넷 (CV-8)을 지휘하고 있을 때 제5항공모함 Division을 편성하였다. 이후, RADM 조지프 J. 클라크가 후임으로 취임하였고, 부대는 서태평양부터 일본 해역 봉쇄까지 12개월 동안 전투작전을 유지하였다. 윌리엄 홀시의 제3함대와 레이먼드 스프루언스의 제5함대 양쪽에서 근무하였다.
필리핀 해 해전, 이오지마 전투, 오키나와 전투에 참가하였다.

### 한국 전쟁
한국 전쟁 동안, 부대 기함으로 USS 프린스턴 (CV-37), RADM 조지 R. 헨더슨이 제5항공모함 Division 사령관이자 CTF-70(Commander, TF-70), CTF-77의 지휘하였다.
휴전 후, 1995년 8월 1일 당시에는 브레머턴의 USS 에식스 (CV-9), 샌디에고의 USS 키어사지 (CV-33)와 USS 샹그릴라 (CV-38)로 편성되었다.

## 계보
- 1944년 4월 25일 - 제5항공모함전대(Carrier Division Five)
- 1973년 6월 30일 - 제5항공모함전단(Carrier Group Five)
- 2004년 10월 1일 - 제5항공모함타격단(Carrier Strike Group 5)

## 편성

### 기함
USS 로널드 레이건 (CVN-76) 니미츠급 항공모함

이전 기함
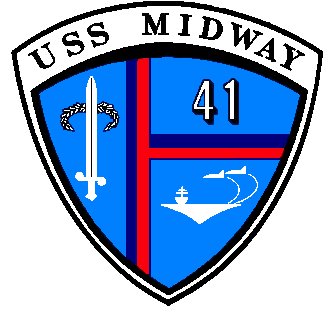
USS 미드웨이 (CV-41)
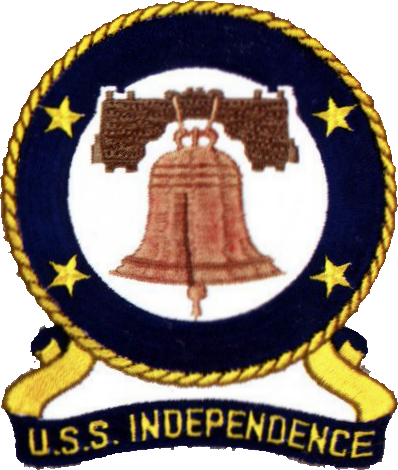
USS 인디펜던스 (CV-62)
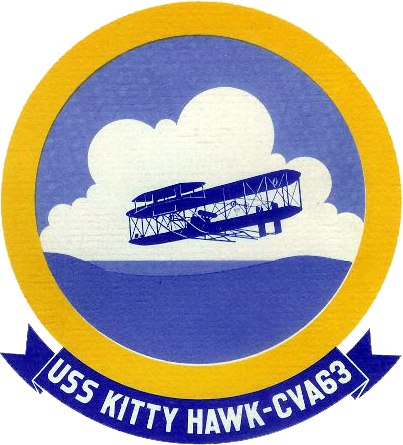
USS 키티호크 (CV-63) 2005년 12월 2일
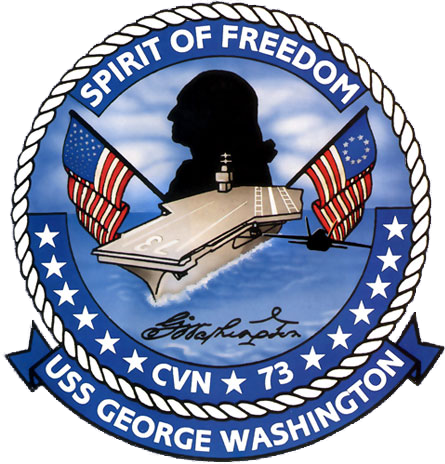
USS 조지 워싱턴 (CVN-73) 2005년 12월 2일

### 순양함
현재 모두 타이콘데로가급 순양함으로 구성되어있고, USS 사일로 (CG-67)의 함장이 제7함대 방공사령관이자 탄도유도탄방어사령관 직책을 맡고 있고 있다.

함대 탄도유도탄방어부대
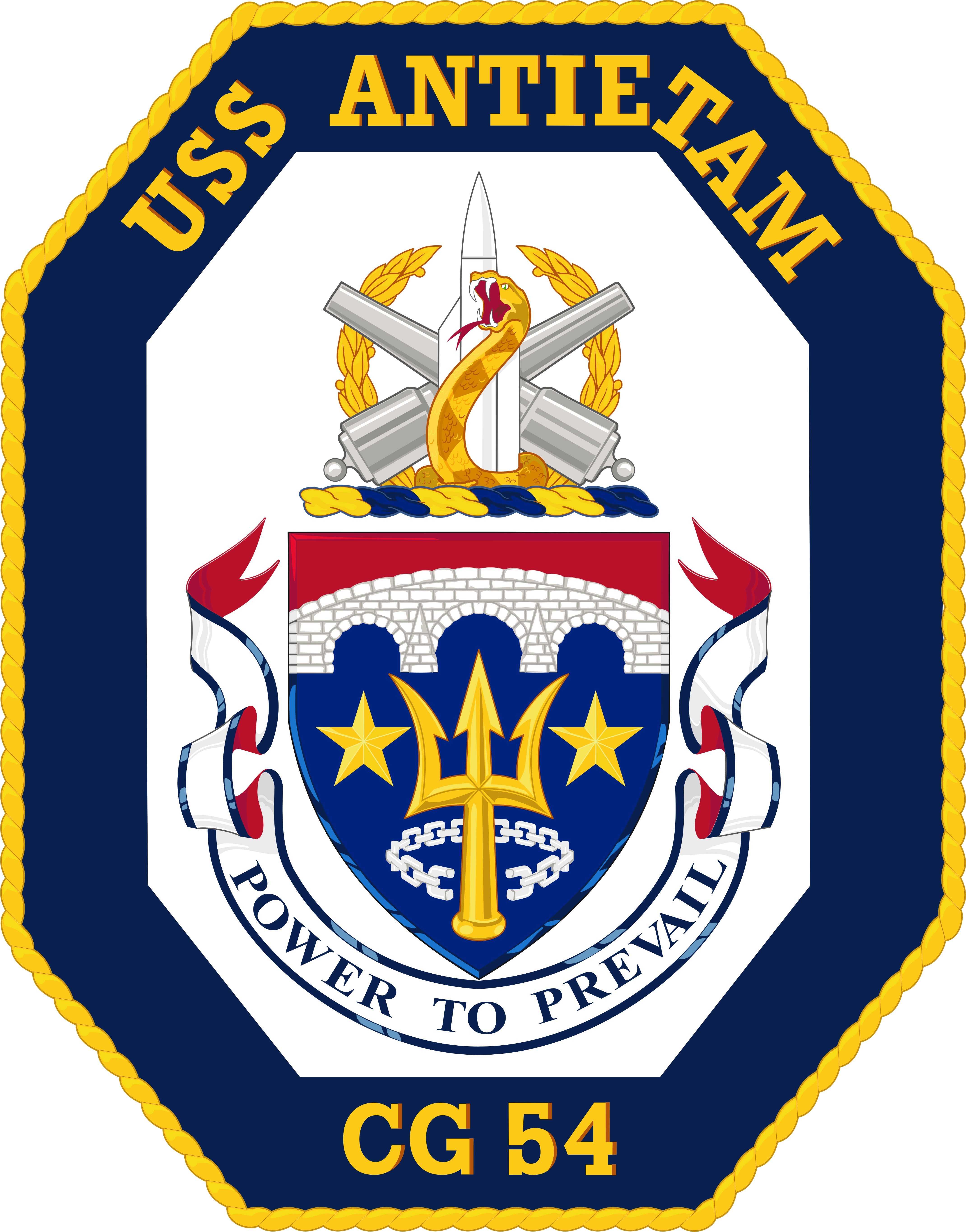
USS 앤티탐 (CG-54)
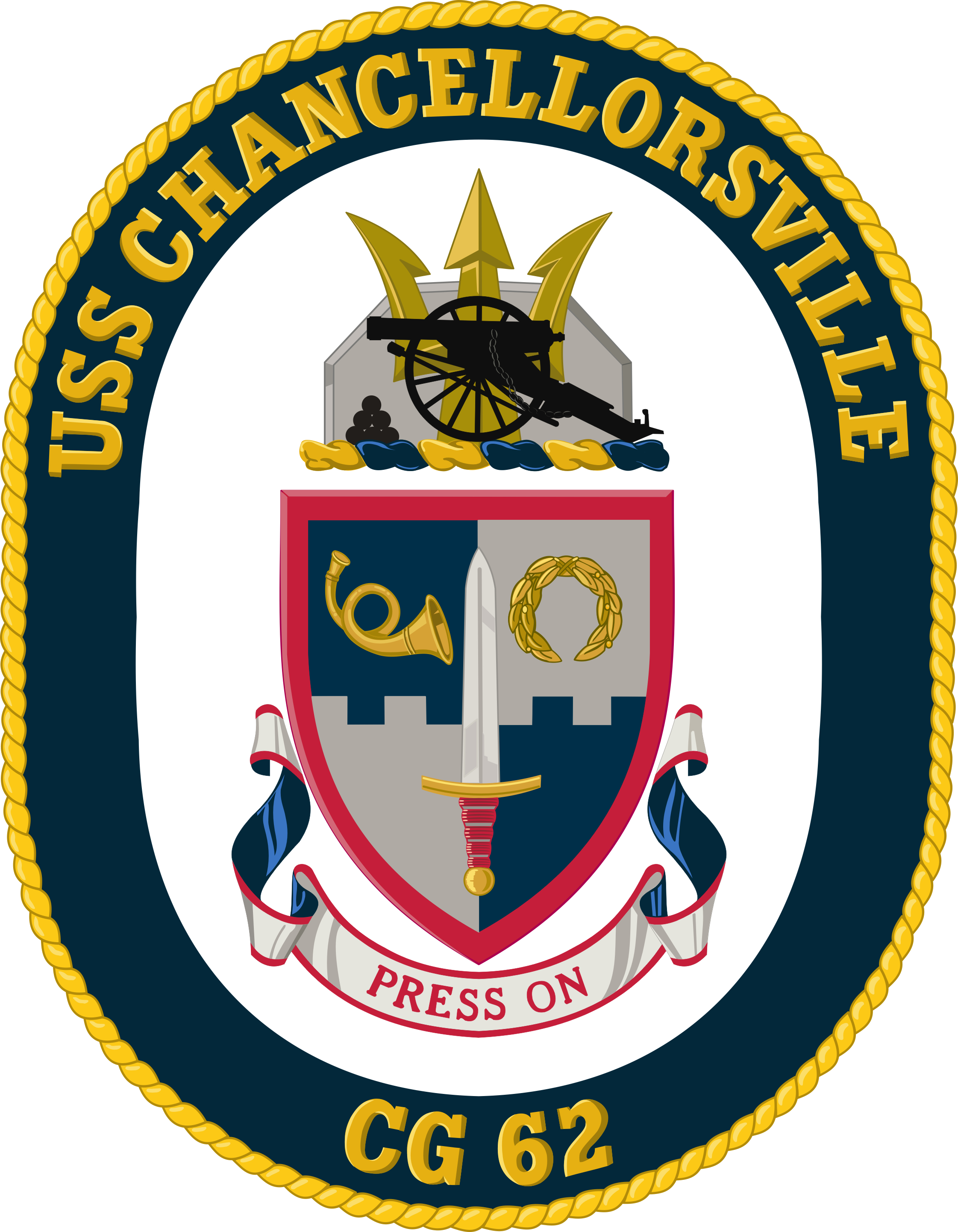
USS 첸슬러스빌 (CG-62)
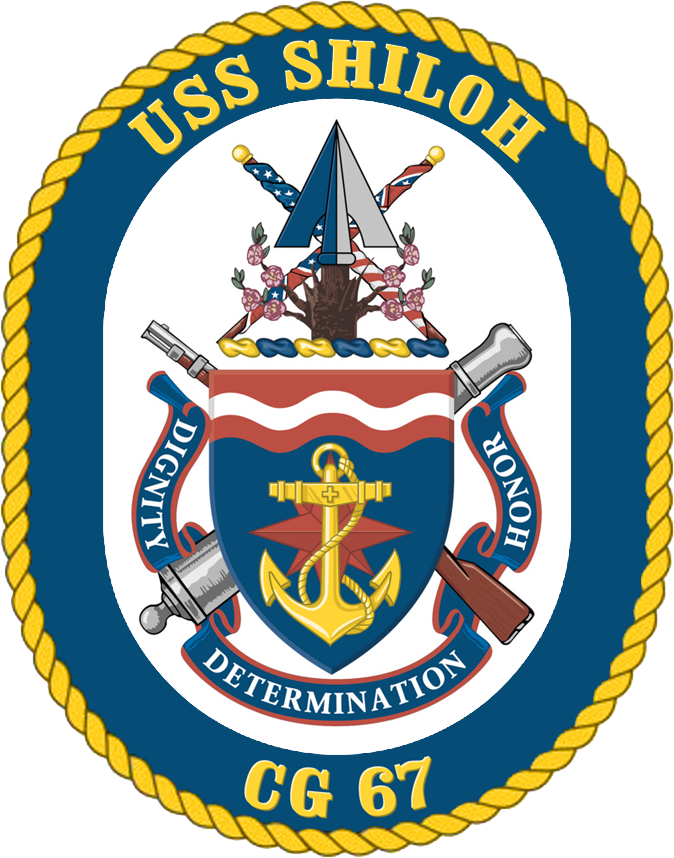
USS 사일로 (CG-67)

### 구축함
모두 알레이버크급 구축함이다

제15구축함전대
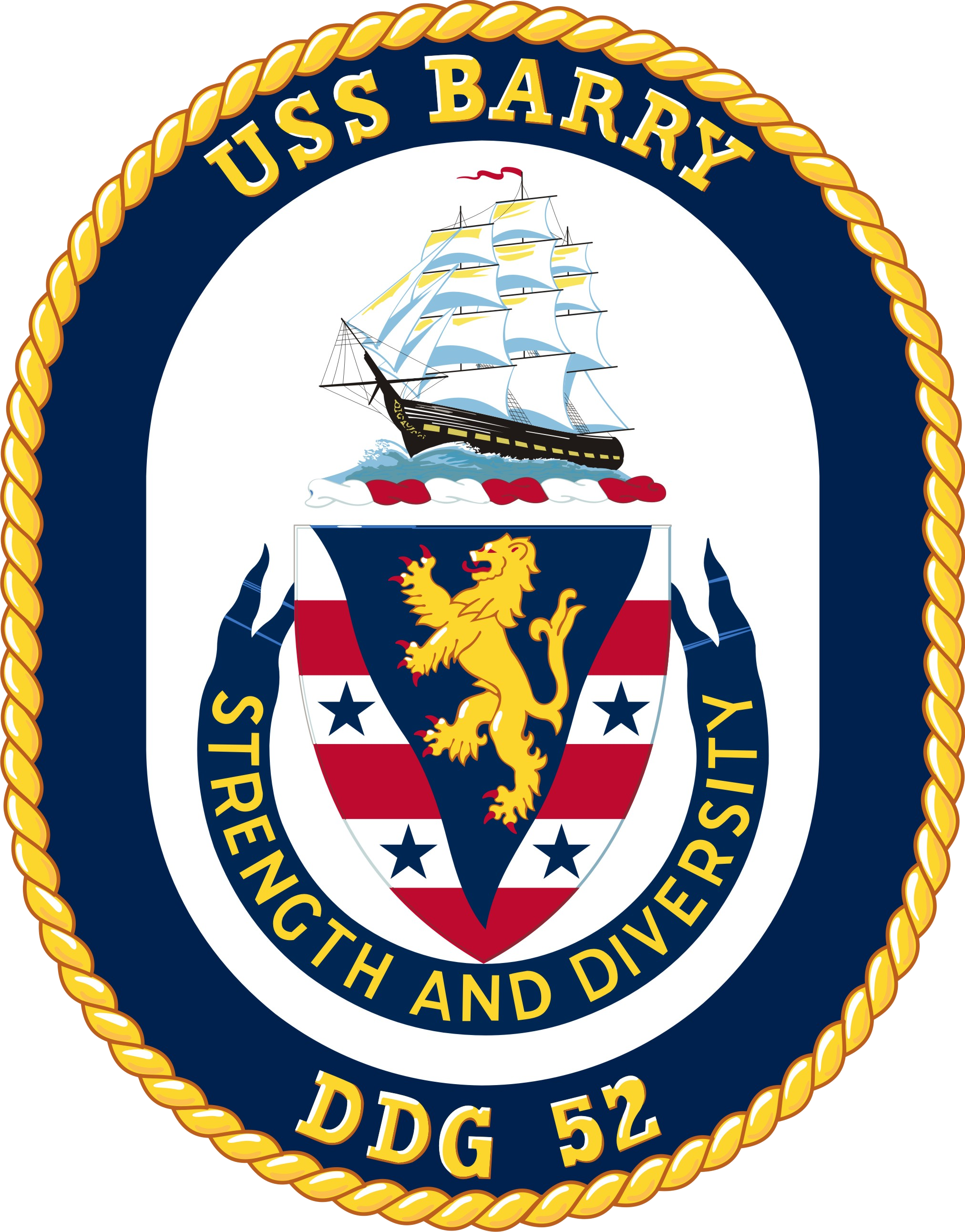
USS 배리 (DDG-52)
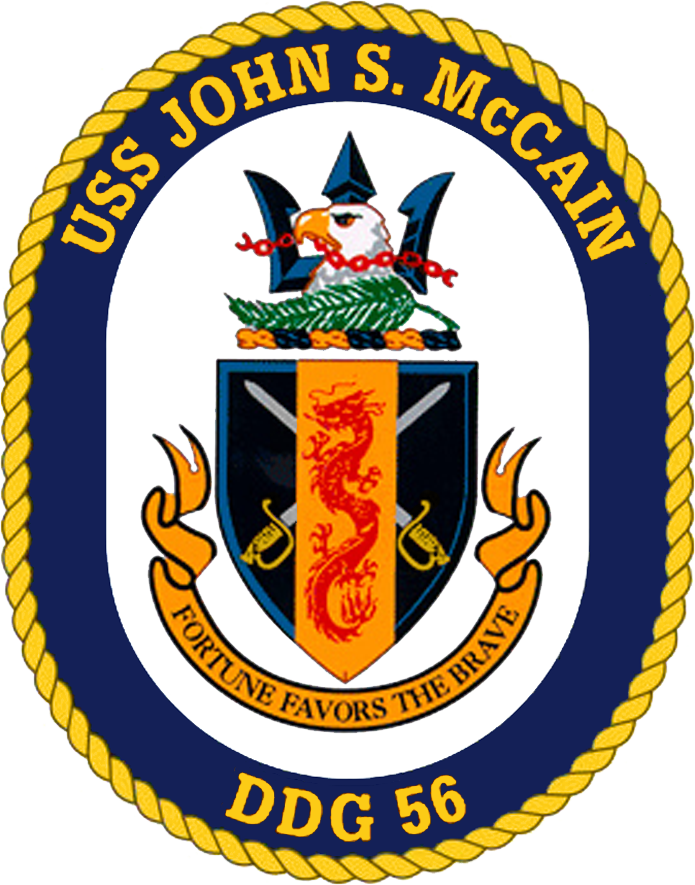
USS 존 S. 매케인 (DDG-56)
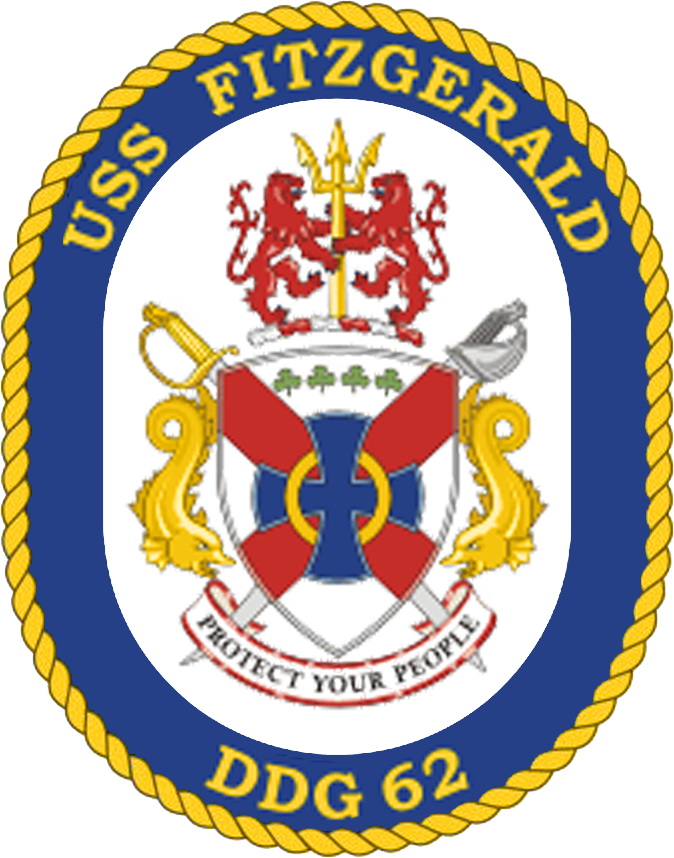
USS 피츠제럴드 (DDG-62)
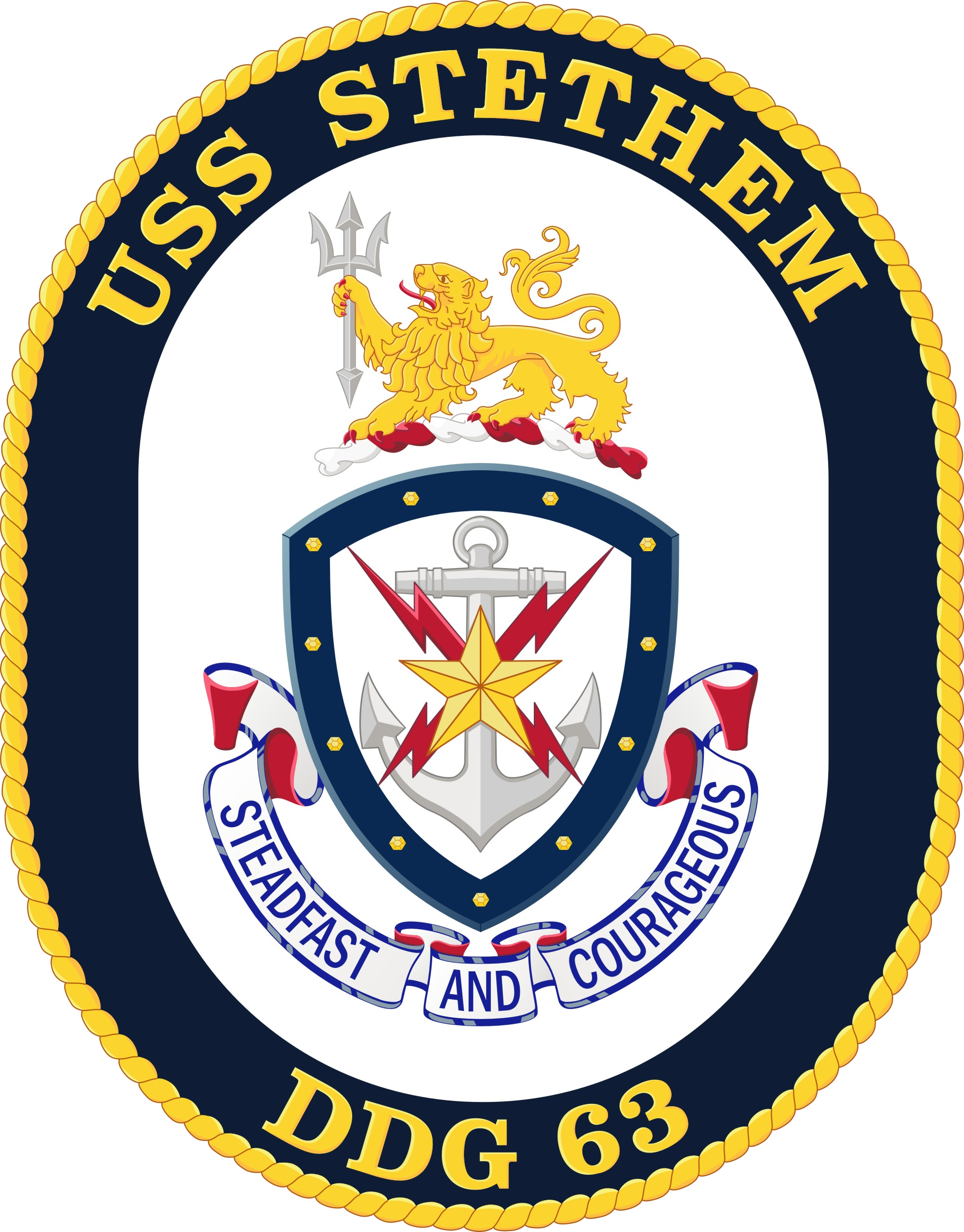
USS 스테덤 (DDG-63)
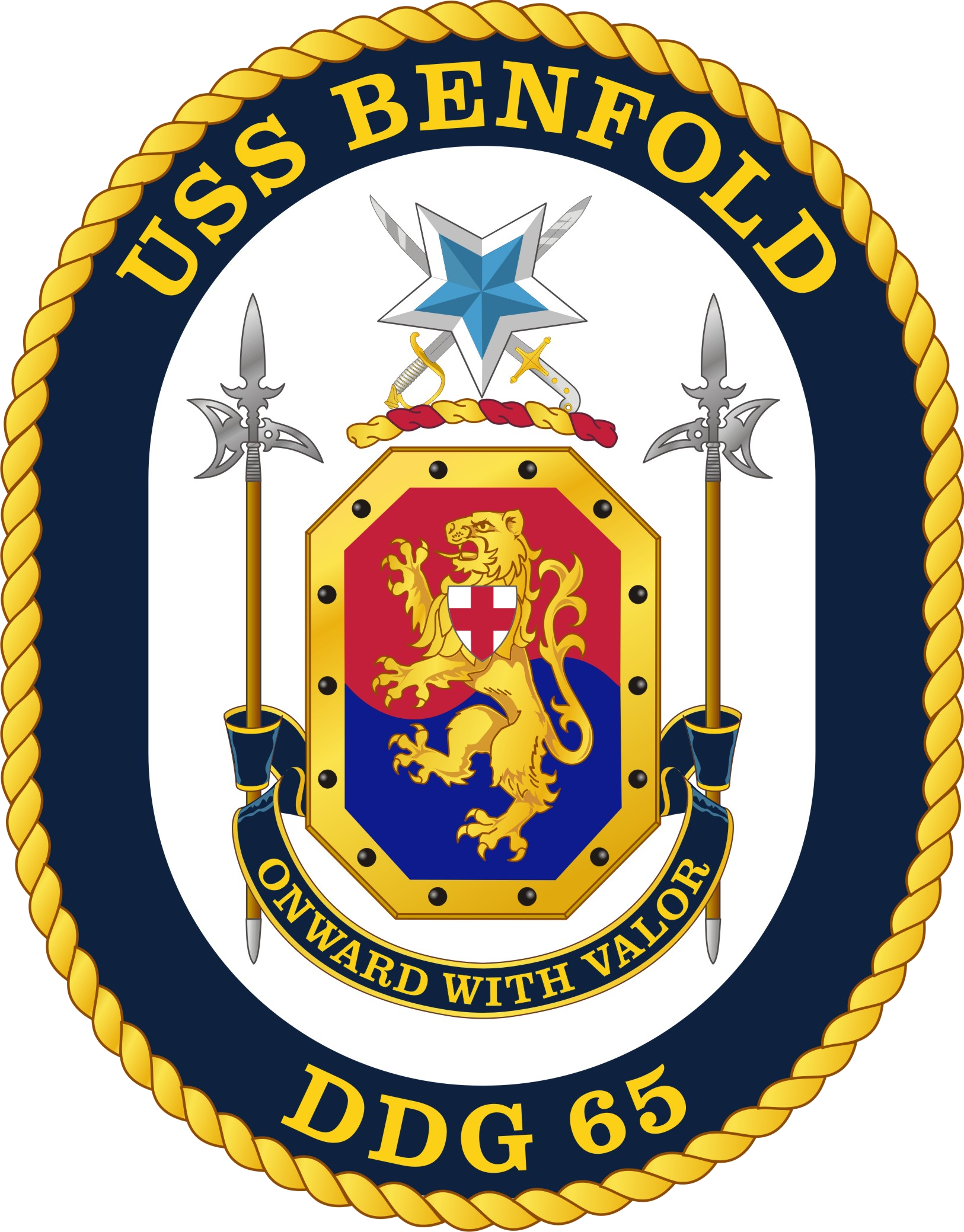
USS 벤폴드 (DDG-65)
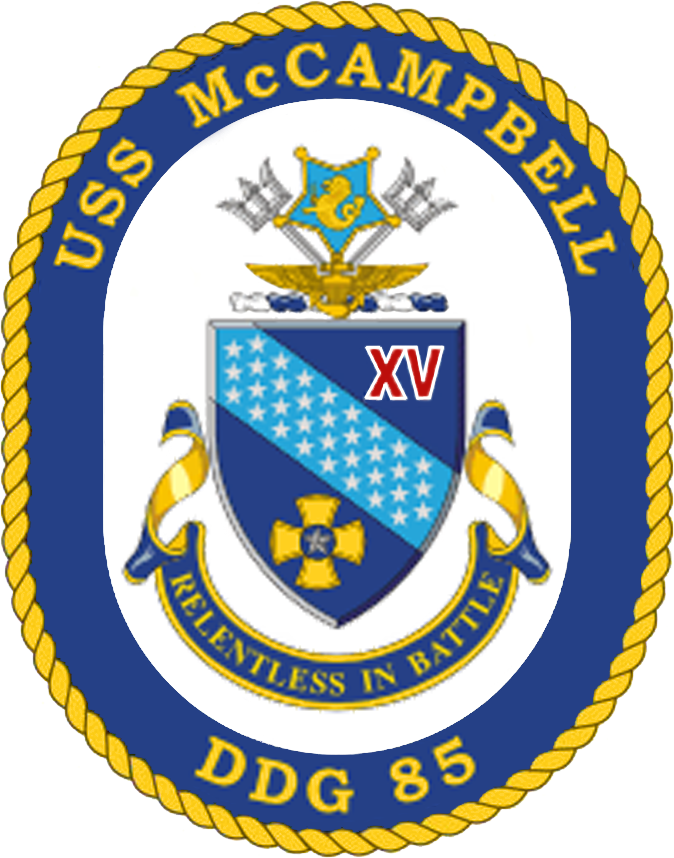
USS 맥켐벨 (DDG-85)
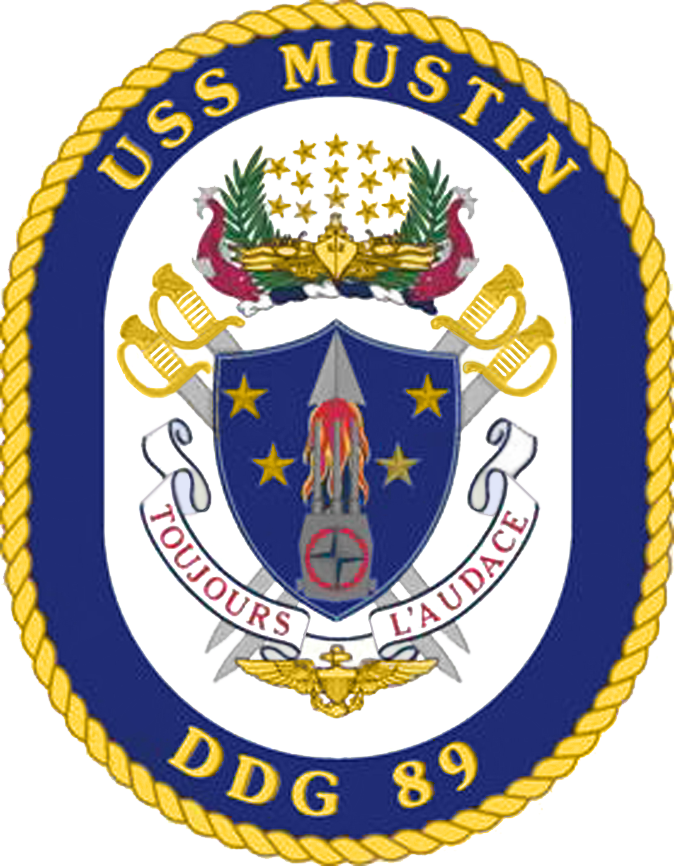
USS 머스틴 (DDG-89)

### 항공단

제5항공모함항공단
VFA-27
VFA-102
VFA-115
VFA-195
VAW-125
VAQ-141
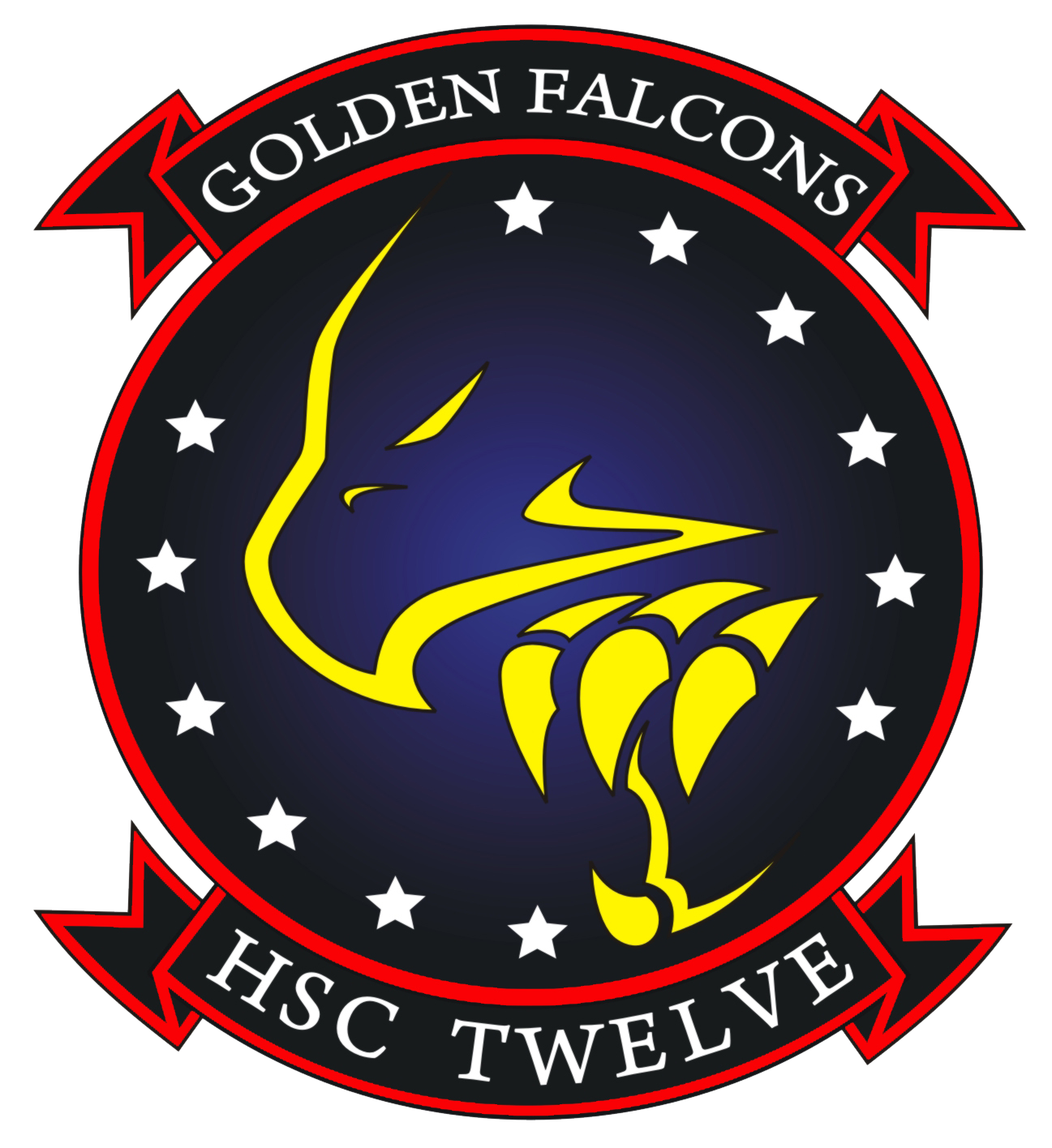
HSC-12
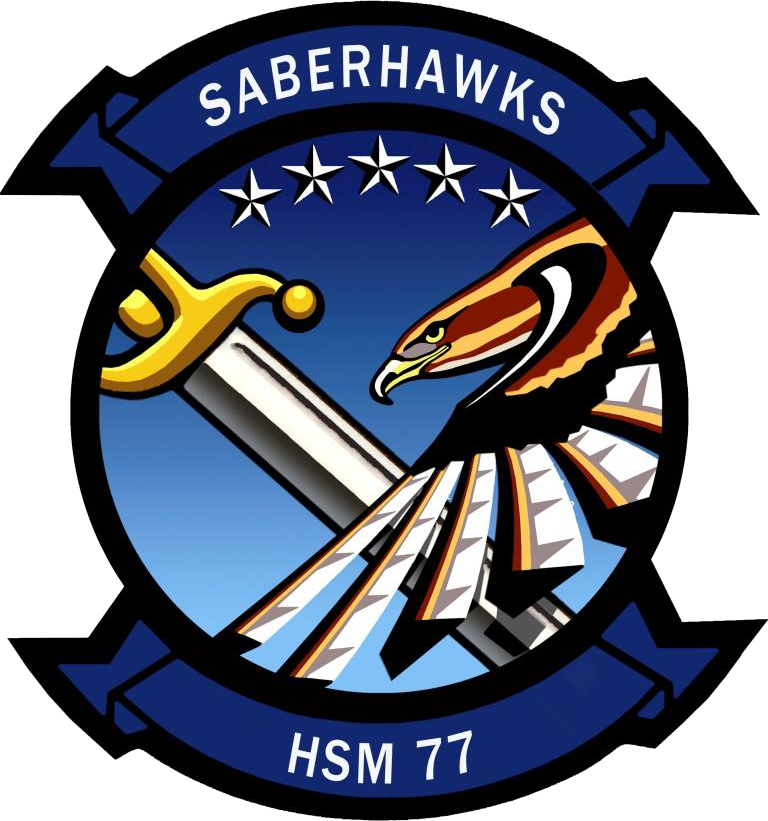
HSM-77

- VRC-30 제5분견대

## 역대 사령관
| 사진 | 계급         | 성명                | 취임일      | 이임일      | 참고        |
| ---- | ------------ | ------------------- | ----------- | ----------- | ----------- |
|      | Rear Admiral | Robert Willard      | 2000년 9월  | 2001년 9월  | [ 1 ]       |
|      | Rear Admiral | Steve Kunkel        | 2001년 9월  | 2003년 2월  | [ 2 ]       |
|      | Rear Admiral | Matthew Moffit      | 2003년 3월  | 2003년 5월  | [ 3 ]       |
|      | Rear Admiral | James D. Kelly      | 2003년 7월  | 2005년 7월  | [ 4 ]       |
|      | Rear Admiral | Douglas McClain     | 2005년 7월  | 2007년 2월  | [ 4 ] [ 5 ] |
|      | Rear Admiral | Richard B. Wren     | 2007년 2월  | 2008년 12월 | [ 5 ] [ 6 ] |
|      | Rear Admiral | Kevin M. Donegan    | 2008년 12월 | 2010년 5월  | [ 7 ]       |
|      | Rear Admiral | James D. Cloyd      | 2010년 5월  | 2011년 4월  | [ 8 ]       |
|      | Rear Admiral | J. R. Haley         | 2011년 4월  | 2013년 1월  | [ 9 ]       |
|      | Rear Admiral | Mark C. Montgomery  | 2013년 1월  | 2014년 10월 | [ 10 ]      |
|      | Rear Admiral | John D. Alexander   | 2014년 10월 | 2016년 7월  | [ 11 ]      |
|      | Rear Admiral | Charles F. Williams | 2016년 7월  | 2017년 9월  | [ 12 ]      |
|      | Rear Admiral | Marc Dalton         | 2017년 9월  | 2018년 8월  |             |
|      | Rear Admiral | Karl O. Thomas      | 2018년 8월  | 임기중      |             |

## 참고
1. ↑  Journalist Daniel Bristol (2006년 6월 7일). “Vitale Assumes Command of TRCSG”. 《NNS060607-16》. USS Theodore Roosevelt Public Affairs. 2007년 9월 12일에 원본 문서에서 보존된 문서. 2011년 9월 3일에 확인함.
2. ↑  “Flag Officer Assignment”. 《News Release # 346-09》. U.S. Department of Defense. 19 May 2009. 30 May 2011에 원본 문서에서 보존된 문서. 2011년 9월 3일에 확인함.
3. ↑  “Flag Officer Assignment”. 《News Release # 158-09》. U.S. Department of Defense. 11 March 2009. 30 May 2011에 원본 문서에서 보존된 문서. 2011년 9월 3일에 확인함.
4. 1 2  “Carrier Strike Group 2 Welcomes New Commander”. 《NNS100729-27》. U.S. Navy. 2010년 7월 29일. 2011년 6월 29일에 원본 문서에서 보존된 문서. 2010년 8월 26일에 확인함.
5. 1 2  “Rear Admiral Gregory M. Nosal”. 《Command Info: Commander Carrier Strike Group Two》. Carrier Strike Group Two. 2012. 16 February 2012에 원본 문서에서 보존된 문서. 2012년 3월 22일에 확인함.
6. ↑  Mass Communication Specialist 3rd Class Samantha Thorpe, USN (2013년 3월 1일). “Carrier Strike Group 2 Holds Change of Command”. 《NNS130301-19》. USS George H.W. Bush Public Affairs. 2013년 11월 2일에 원본 문서에서 보존된 문서. 2013년 3월 1일에 확인함.
7. ↑  “Flag Officer Assignment”. 《News Release # 138-10》. U.S. Department of Defense. 23 February 2010. 3 November 2013에 원본 문서에서 보존된 문서. 2013년 11월 1일에 확인함.
8. ↑  “Flag Officer Assignment”. 《News Release # 00120810》. U.S. Department of Defense.  8 December 2010. 3 November 2013에 원본 문서에서 보존된 문서. 2013년 11월 1일에 확인함.
9. ↑  “Flag Officer Announcements”. 《News Release # 177-12》. U.S. Department of Defense. 13 March 2012. 3 November 2013에 원본 문서에서 보존된 문서. 2013년 11월 1일에 확인함.
10. ↑  “United States Navy Biography”. 《News Release # 613》. U.S. Navy. 2013년 7월 2일. 2013년 11월 2일에 원본 문서에서 보존된 문서. 2013년 11월 1일에 확인함.
11. ↑  “Forward-Deployed Carrier Strike Group Welcomes New Commander”. 《NNS141007-06》. U.S. Navy. 2014년 10월 7일. 2014년 10월 14일에 원본 문서에서 보존된 문서. 2014년 10월 9일에 확인함.
12. ↑  “Navy relieves two more commanders in 7th Fleet after deadly collisions”. 《Stars & Stripes》. Stars & Stripes. 2017년 9월 18일. 2017년 9월 20일에 확인함.